# Сандей Мба
Сандей Мба (англ. Sunday Mba, нар. 28 листопада 1988, Аба) — нігерійський футболіст, півзахисник клубу «Енугу Рейнджерс» та національної збірної Нігерії.

## Клубна кар'єра
Народився 28 листопада 1988 року в місті Аба. Вихованець футбольної академії «Пепсі».
У дорослому футболі дебютував 2005 року виступами за команду клубу «Еньїмба», в якій провів один сезон, взявши участь лише у 2 матчах чемпіонату. 
2007 року перейшов у «Енугу Рейнджерс», але ще того ж року повернувся в «Еньїмбу», а вже наступного — назад в «Енугу».
Протягом 2009–2010 років виступав за «Долфінс».
Своєю грою за «Долфінс» привернув увагу представників тренерського штабу «Варрі Вулвз», до складу якого приєднався 2010 року. Відіграв за команду з Варрі наступні три сезони своєї ігрової кар'єри. Більшість часу, проведеного у складі «Варрі Вулвз», був основним гравцем команди.
2013 року знову повернувся до складу «Енугу Рейнджерс». У своєму першому ж матчі після повернення він забив гол, проте не зміг допомогти своїй команді уникнути вильоту з Ліги чемпіонів КАФ від «Рекреатіво» (Ліболо). 

## Виступи за збірну
Сандей був у складі другої національної збірної, яка виграла Кубок націй Західної Африки 2010 року. 
2012 року дебютував в офіційних матчах у складі національної збірної Нігерії в грі проти Анголи, який завершився нульовою нічиєю. У наступній грі проти Ліберії він забив свій перший гол у складі «Суперорлів»
На початку 2013 року був включений до складу збірної Нігерії для участі в Кубку африканських націй 2013. У чвертьфінальному матчі проти одного з головних фаворитів турніру збірної Кот-д'Івуара Сандей забив переможний м'яч і допоміг своїй команді вийти в півфінал. Зустріч завершилася з рахунком 2-1. Надалі його збірна дійшла до фіналу турніру, де зустрілася зі збірною Буркіна-Фасо, яка сенсаційно обіграла у півфіналі в серії післяматчевих пенальті збірну Гани. У вирішальному матчі Сандей вийшов у стартовому складі та забив єдиний та переможний гол, принісши своїй команді третю перемогу в Кубку африканських націй після 19-ти річної перерви.
Влітку 2013 року в складі збірної був учасником розіграшу Кубка конфедерацій 2013 року у Бразилії, на якому зіграв в усіх трьох матчах збірної на турнірі.
Наразі провів у формі головної команди країни 17 матчів, забивши 5 голів.

## Титули і досягнення
- Володар Кубка африканських націй (1): 2013